# Districtul Topoľčany

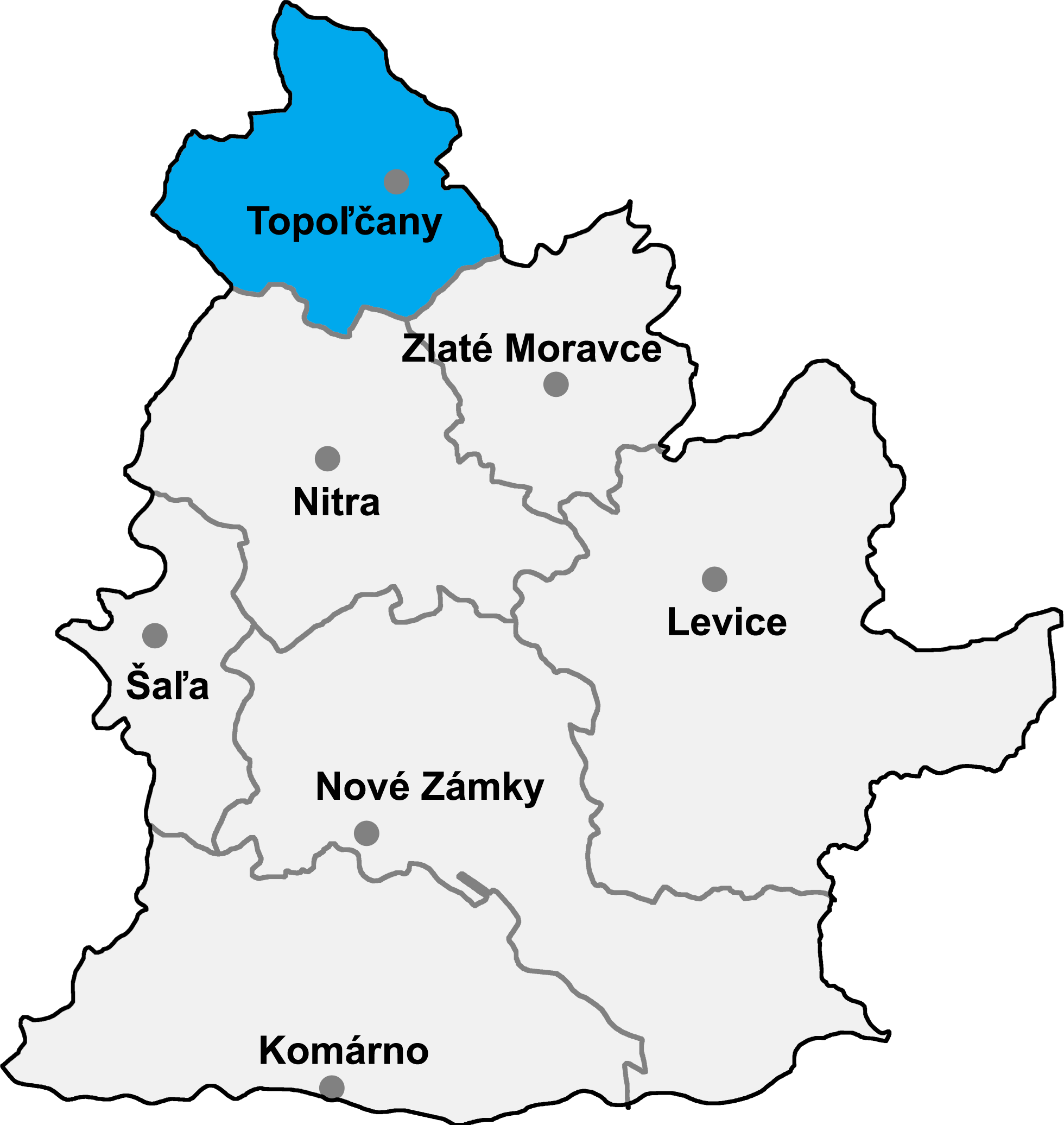
Districtul Topoľčany

Districtul Topoľčany (okres Topoľčany) este un district în Slovacia vestică, în Regiunea Nitra. 

## Demografie
| An:                | 1994   | 2004   | 2014   | 2024   |
| ------------------ | ------ | ------ | ------ | ------ |
| Număr de persoane: | 74.298 | 74.058 | 71.586 | 69.278 |
| Diferență:         |        | −0,32% | −3,33% | −3,22% |

| An:                | 2023   | 2024   |
| ------------------ | ------ | ------ |
| Număr de persoane: | 69.577 | 69.278 |
| Diferență:         |        | −0,42% |

## Comune
- Ardanovce
- Belince
- Biskupová
- Blesovce
- Bojná
- Čeľadince
- Čermany
- Chrabrany
- Dvorany nad Nitrou
- Hajná Nová Ves
- Horné Chlebany
- Horné Obdokovce
- Horné Štitáre
- Hrušovany
- Jacovce
- Kamanová
- Koniarovce
- Kovarce
- Krnča
- Krtovce
- Krušovce
- Kuzmice
- Lipovník
- Ludanice
- Lužany
- Malé Ripňany
- Nemčice
- Nemečky
- Nitrianska Blatnica
- Nitrianska Streda
- Norovce
- Oponice
- Orešany
- Podhradie
- Prašice
- Práznovce
- Preseľany
- Radošina
- Rajčany
- Šalgovce
- Solčany
- Solčianky
- Súlovce
- Svrbice
- Tesáre
- Topoľčany
- Tovarníky
- Tvrdomestice
- Urmince
- Veľké Dvorany
- Veľké Ripňany
- Velušovce
- Vozokany
- Závada